# Сан-Франциско-Мару
Сан-Франциско-Мару (San Francisco Maru) — судно, яке під час Другої світової війни взяло участь у операціях японських збройних сил у Мікронезії та Меланезії.

## Загальна інформація
Сан-Франциско-Мару спорудили в 1919 році на верфі Kawasaki Dockyard у Кобе для Kawasaki Kisen. З 1922-го воно перейшло до компанії Kokusai Kisen, а у 1937-му новим власником стала Yamashita Kisen.
Ще наприкінці 1930-х судно реквізували для потреб Імперської армії Японії, а з 20 січня 1942-го новим користувачем став Імперський флот.

## Рейси до Мікронезії
Певний час Сан-Франциско-Мару здійснювало рейси в Японії, 11 лютого 1942-го вирушило з Цукумі до Мікронезії та 27 лютого прибуло на острів Понапе (східні Каролінські острови). 6—8 березня судно перейшло на атол Трук у центральній частині Каролінських островів (тут ще до війни створили потужну базу японського ВМФ, з якої до лютого 1944-го провадились операції в цілому ряді архіпелагів), а 5—14 квітня пройшло звідси назад до Японії.
Відвідавши Йокосуку та Токіо, Сан-Франциско-Мару 25 квітня — 4 травня 1942-го знову пройшло на Трук, а 17—22 травня перейшло звідси до Палау (важливий транспортний хаб на заході Каролінських островів). 30 травня судно рушило на північ, з 4 по 13 червня перебувало на острові (п'ять сотень кілометрів південніше від Кюсю, а 17 червня прибуло до Йокогами.
Кілька тижнів Сан-Франциско-Мару провело на Японських островах (де також відвідало Муроран на Хоккайдо, Токіо, Йокосуку та Йоккаічі), а 16—31 липня 1942-го здійснило перехід до атола Кваджелейн на Маршаллових островах. Далі судно відвідало в цьому ж архіпелазі атоли Малоелап, Джалуїт, повернулось на Кваджелейн і 10—26 вересня здійснило зворотний перехід на Японські острови до Осаки.

## Рейс на Соломонові острови
8—16 жовтня 1942-го Сан-Франциско-Мару витратило для переходу з Кобе на Трук, а 28 жовтня — 2 листопада пройшло звідси до Рабаула — головної передової бази в архіпелазі Бісмарка, з якої здійснювались операції на Соломонових островах та сході Нової Гвінеї. 15 листопада судно вийшло в напрямку острова Бугенвіль, де кілька тижнів перебувало на якірній стоянці Шортленд (прикрита групою невеликих островів Шортленд акваторія біля південного завершення Бугенвілю, де зазвичай відстоювались бойові кораблі та перевалювались вантажі для подальшої відправки на схід Соломонових островів) та в Буці (порт на однойменному острові біля північного завершення Бугенвіля). 1—2 грудня Сан-Франциско-Мару перейшло з Буки до Рабаулу, а 13—14 грудня пройшло назад до Бугенвіля, де перебувало до 2 січня 1943-го. 3 січня воно було в Рабаулі, 14 числа досягнуло Палау, а в період із 28 січня по 9 лютого перейшло до Японії.

## Рейси на Нову Гвінею
Майже місяць, з 21 лютого по 14 березня 1943-го, Сан-Франциско-Мару проходило ремонт у доці в Інносімі, потім відвідало Куре, Йокосуку і Татеяму, а 5—15 квітня здійснило перехід на Палау.
26 квітня 1943-го судно вирушило на Нову Гвінею у складі конвою «Вевак №3». Тут Сан-Франциско-Мару з 30 квітня розвантажувалось на острові Кайріру (два десятки кілометрів на північний захід від самого Веваку), а 1—6 травня в тому ж конвой здійснило зворотний перехід на Палау. Є відомості, що в поході судно зазнало незначних пошкоджень при авіанальоті.
З 20 травня по 7 червня 1943-го Сан-Франциско-Мару виконало ще один круговий рейс до Нової Гвінеї та назад, але цього разу воно відвідало Манокварі на півострові Чендравасіх (1100 км на захід від Веваку).
19—28 червня 1943-го судно у складі конвою O-906 пройшло з Палау до Саєкі (острів Кюсю).

## Новий рейс на Соломонові острова
З 1 по 20 липня 1943-го Сан-Франциско-Мару знову пройшло доковий ремонт у Інносімі, потім кілька тижнів працювало у Японії, де відвідало Цукумі, Моджі, Токіо та Йокосуку, а 15—25 серпня здійснило перехід з останньої на Трук у складі конвою № 3818.
5—10 вересня 1943-го разом з конвоєм № 1055 судно пройшло до Рабаулу. Далі воно вирушило лише наприкінці наступного місяця, коли 25 жовтня — 2 листопада перейшло на Палау в конвої O-505.
20 листопада — 4 грудня 1943-го Сан-Франциско-Мару витратило на перехід з Палау до Моджі, після чого з 11 по 19 грудня вчергове побувало у доці в Інносімі.

## Останній рейс
Відвідавши Сакіто, Моджі, Токіо та Йокосуку, Сан-Франциско-Мару 20 січня 1944-го вирушило на Трук у конвої № 3120, маючи на борту автомобілі, танки «Ха-Го», різноманітні боєприпаси та авіаційні двигуни. 27—29 січня через підводну загрозу конвой відстоювався на Сайпані, а 4 лютого нарешті досягнув пункту призначення.
17 лютого 1944-го по Труку завдало потужного удару американське авіаносне угруповання (операція «Хейлстоун»), яке змогло знищити в цьому рейді кілька бойових кораблів та близько трьох десятків інших суден. Літаки з авіаносців USS Essex, USS Yorktown та USS Bunker Hill пошкодили «Сан-Франциско-Мару», а 18 лютого пілоти з USS Essex досягли ще до 6 влучань 227-кг бомбами, що призвело до пожежі та загибелі судна. Загинуло 5 членів екіпажу. Рештки «Сан-Франциско-Мару» наразі лежать на глибині від 50 до 60 метрів.